# Michał Abler
Michał Abler (ur. ok. 1865, zm. 1907 we Lwowie) – dziennikarz, humorysta.

## Życiorys
Jako dziennikarz współpracował z pismami we Lwowie. Wydawał tygodnik „Nasza Sztuka”. Publikował także w piśmie „Śmigus” humorystyczne obrazki z życia ludności żydowskiej. Był znanym humorystą, kronikarzem. Za życia uważany za jednego z najdowcipniejszych literatów prasowych we Lwowie. Zmarł w listopadzie 1907 po długiej chorobie w wieku 42 lat.